# Verdienstorden des Landes Baden-Württemberg

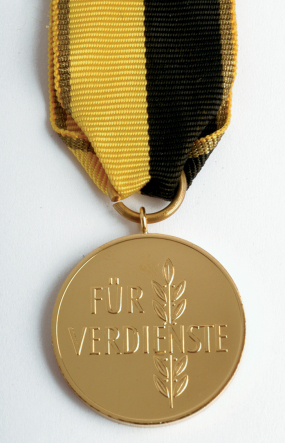
Gestaltung bis 2016

Der Verdienstorden des Landes Baden-Württemberg (bis 2009 Verdienstmedaille des Landes Baden-Württemberg) ist die höchste Auszeichnung des Landes Baden-Württemberg. Er wird vom Ministerpräsidenten verliehen für herausragende Verdienste um das Land Baden-Württemberg, insbesondere im sozialen, kulturellen, wirtschaftlichen und politischen Bereich.

## Geschichte
Geschaffen wurde diese Auszeichnung unter der Bezeichnung Verdienstmedaille am 26. November 1974 durch die Bekanntmachung des Ministerpräsidenten über die Stiftung der Verdienstmedaille des Landes Baden-Württemberg. Durch Bekanntmachung vom 26. Juni 2009 wurde ein neues Stiftungsstatut erlassen und die Auszeichnung von Verdienstmedaille des Landes Baden-Württemberg in Verdienstorden des Landes Baden-Württemberg umbenannt.
Durch eine weitere Änderung der Stiftungsbekanntmachung zum 3. Februar 2016 wurde die Gestaltung des Ordens grundsätzlich geändert. Aus mehreren Entwürfen hatte sich das baden-württembergische Staatsministerium für einen Entwurf der Staatlichen Akademie der Bildenden Künste Stuttgart entschieden. Seitdem wird der Verdienstorden nicht mehr als Medaille verliehen, sondern in Form eines stilisierten Kreuzes. Die erste Verleihung des Verdienstordens in der neuen Gestaltung fand am 23. April 2016 im Residenzschloss Ludwigsburg statt.

## Gestaltung
In der ursprünglichen Gestaltungsform, die bis 2016 verliehen wurde, war der Verdienstorden eine goldfarbene Medaille. Auf der Vorderseite zeigte der Orden das Große Landeswappen und die Aufschrift BADEN-WÜRTTEMBERG, auf der Rückseite einen stilisierten Lorbeerzweig und die Aufschrift FÜR VERDIENSTE. Er wurde an einem längsgestreiften Band mit den Landesfarben Schwarz und Gelb bzw. Gold an der linken oberen Brustseite getragen.
Seit der Änderung der Stiftungsbekanntmachung vom 3. Februar 2016 ist der Verdienstorden ein goldfarbenes stilisiertes Kreuz mit einem Medaillon in der Mitte, auf dem das Große Landeswappen und der Schriftzug BADEN-WÜRTTEMBERG abgebildet ist. Getragen wird der Verdienstorden an einem, für deutsche Orden und Ehrenzeichen eher untypischen, gefalteten Band in den Landesfarben an der linken oberen Brustseite. Statt des Ordenszeichens in Originalgröße kann der Verdienstorden auch als Ordensminiatur oder als Rosette in den Landesfarben getragen werden.

## Verleihung
Die Verleihung des Verdienstordens erfolgt durch den Ministerpräsidenten. Eine Auszeichnung kann bei den Bürgermeisterämtern und Landratsämtern oder unmittelbar beim Ministerpräsidenten angeregt werden. Vorschlagsberechtigt sind die Mitglieder der Landesregierung für ihren jeweiligen Geschäftsbereich sowie der Präsident des Landtags für die Mitglieder und die Bediensteten des Landtags. Über den Antrag entscheidet der Ministerpräsident nach Anhörung des Ministerrats. Die Verleihung findet im Rahmen eines Festaktes im zeitlichen Zusammenhang mit dem Gründungstag des Landes am 25. April statt.
Laut Stiftungsbekanntmachung ist die Zahl der lebenden Träger des Verdienstordens auf 1000 Personen begrenzt. Von 1975 bis 2023 wurde der Orden 2031-mal verliehen.

## Träger
Siehe Liste der Träger des Verdienstordens des Landes Baden-Württemberg

## Weitere Orden des Landes
Siehe Orden und Ehrenzeichen des Landes Baden-Württemberg